# 132.° Batallón de Reconocimiento Independiente
El 132.° Batallón de reconocimiento independiente (Idioma ucraniano 132-й окремий розвідувальний батальйон) (132.° ORB, unidad militar A2298) es una unidad de inteligencia militar de las Fuerzas Armadas de Ucrania como parte de las Fuerzas de Asalto Aéreo de Ucrania, formada en 2018. Con cuatrel general en Zhitómir.

Insignia del 132.° Batallón de reconocimiento independiente de Ucrania

## Historia
Fue creado el 29 de octubre de 2018 con el propósito de realizar actividades de inteligencia en interés de las Fuerzas de Asalto Aéreo de Ucrania.
Los soldados del batallón ocuparon el segundo lugar en la competencia internacional Cambrian Patrol en Gran Bretaña, a la que asistieron 127 equipos de 27 países. La competición está considerada como una de las más difíciles de Europa y se lleva celebrando desde 1959.
El 17 de noviembre de 2022, El 132.° Batallón de reconocimiento independiente  recibió la medalla "Por Coraje y Coraje" por decreto del presidente de Ucrania Volodímir Zelenski

## Estructura
- Cuartel Central
- 1.ª Compañía de Reconocimiento
- 2.ª  Compañía de Reconocimiento
- Compañía de Vehículos aéreos no tripulados
- Compañía de inteligencia electrónica
- Pelotón de misiles antiaéreos
- Pelotón de mantenimiento
- Pelotón de apoyo material
- Compañía de comunicación de campo

## Comandantes
- (2018—2020) Mayor Horpynych Artem Volodymyrovych
- (2020—2022) Mayor Matiiv Vasyl Vasyliovych[4]
- (2022 - ahora) Mayor Hupalyuk Yury Viktorovych

## Enlace
- Esta obra contiene una traducción  derivada de «132-й окремий розвідувальний батальйон (Україна)» de Wikipedia en ucraniano, publicada por sus editores bajo la Licencia de documentación libre de GNU y la Licencia Creative Commons Atribución-CompartirIgual 4.0 Internacional.